# Anne på Grönkulla (TV-serie)
Anne på Grönkulla (engelska: Anne of Green Gables) är en kanadensisk miniserie från 1985 i regi av Kevin Sullivan. Serien är baserad på den kanadensiska författaren Lucy Maud Montgomerys roman med samma namn från 1908. I huvudrollerna ses Megan Follows, Colleen Dewhurst, Richard Farnsworth, Patricia Hamilton, Marilyn Lightstone, Schuyler Grant och Jonathan Crombie. Serien premiärvisades på CBC i Kanada den 5 december 1985 och i Sverige på TV1 den 24 augusti 1988, den har repriserats flera gånger, däribland på TV4 i december 1994. Serien belönades med en Emmy Award i kategorin bästa barnprogram 1986. 

## Handling
Serien följer föräldralösa Anne Shirleys förtrollade liv, från hennes kamp i tonåren, till hennes triumfer som ung kvinna. När vi möter henne första gången så är hon placerad som fosterbarn i en familj, men är främst där som gratis arbetskraft för att ta hand om alla övriga barn i familjen. För att orka med livet läser hon romantiska böcker och drömmer sig bort till en helt annan värld. 
När det åldrande syskonparet Matthew och Marilla Cuthbert bestämmer sig för att ta emot en föräldralös pojke i 12-årsåldern för att ha någon som kan hjälpa till på gården i den fiktiva byn Avonlea på Prince Edward Island så går det inte riktigt som de hade tänkt sig. För istället får de hem Anne Shirley, en 13-årig flicka som under tiden åter hade hamnat på barnhem. Detta tystlåtna och lugna syskonpar får helt plötsligt hand om en känslig, temperamentsfull, fantasifull och mycket bestämd ung dam - det blir en riktig krock. 
Paret överväger trots allt att behålla henne, men under tiden lyckas Anne ofrivilligt ställa till med alla möjliga missöden. Som att bli osams med grannfrun Rachel Lynde, Avonleas skvallercentral, slå en skolkamrat i huvudet med en griffeltavla för att han retat henne för hennes röda hår och färga håret grönt. 
Men hon är samtidigt väldigt duktig i skolan, ivrig att bättra sig och hittar till sin stora glädje en bästa vän; Diana Barry med vilken hon delar alla sina innersta känslor och funderingar. Ingenting blir sig likt i lilla sömniga Avonlea sedan Anne Shirley kommit dit. 

## Rollista i urval
- Megan Follows - Anne Shirley
- Colleen Dewhurst - Marilla Cuthbert
- Richard Farnsworth - Matthew Cuthbert
- Patricia Hamilton - Rachel Lynde
- Marilyn Lightstone – Miss Stacy
- Schuyler Grant - Diana Barry
- Jonathan Crombie - Gilbert Blythe
- Charmion King - Tant Josephine Barry
- Rosemary Radcliffe - Fru Barry
- Christiane Kruger - Fru Allan
- Cedric Smith - pastor Allan
- Paul Brown - Herr Phillips
- Miranda de Pencier - Josie Pye
- Trish Nettleton - Jane Andrews
- Jennifer Inch - Ruby Gillis
- Jayne Eastwood - Fru Hammond
- Dawn Greenhalgh - Fru Cadbury
- Samantha Langevin - Fru Blewett
- Vivian Reis - Fru Spencer
- Mag Ruffman - Alice Lawson
- Robert Collins - Herr Barry
- Morgan Chapman - Minne May Barry
- Nancy Beatty - Essie
- David Hughes - Thomas Lynde
- Wendy Lyon - Prissy Andrews
- Zack Ward - Moody Spurgeon MacPherson